# Stockholm Requiem
Stockholm Requiem (Originaltitel: Sthlm Rekviem) ist eine schwedische Krimi-Reihe, basierend auf den Romanen der Schriftstellerin Kristina Ohlsson. Sie läuft seit 2018 beim schwedischen Fernsehsender TV4, die deutschsprachige Version seit 2019 im ZDF.

## Handlung
Die Reihe handelt von der studierten Juristin und Kriminologin Fredrika Bergman, die im Rahmen einer Kampagne der schwedischen Polizei, Quereinsteiger in den polizeilichen Dienst aufzunehmen, Mitarbeiterin der Sonderkommission für schwere Straftaten der Stockholmer Polizei wird. Anfangs muss sie sich mit den Vorbehalten ihres Vorgesetzten Alex Recht und seines Teams, die „polizeifremde Quereinsteiger“ skeptisch betrachten, auseinandersetzen. Als sie aber zur Lösung des ersten Falls entscheidend beitragen kann, gewinnt sie langsam das Vertrauen ihrer Kollegen und wird allmählich als „eine der Ihren“ anerkannt.

## Besetzung und Synchronisation
Die deutsche Synchronisation erfolgt durch die Synchronfirma Antares Film in Berlin, wobei Hilke Flickenschildt für Dialogbuch und Dialogregie verantwortlich zeichnet.
| Rollenname        | Schauspieler      | Folge | Synchronsprecher   |
| ----------------- | ----------------- | ----- | ------------------ |
| Fredrika Bergman  | Liv Mjönes        | 1–5   | Manja Doering      |
| Alex Recht        | Jonas Karlsson    | 1–5   | Manou Lubowski     |
| Peder Rydh        | Alexej Manvelov   | 1–5   | Nico Mamone        |
| Torbjörn Ross     | Magnus Roosmann   | 1–5   |                    |
| Aina Gedda        | Jessica Liedberg  | 1–5   |                    |
| Ellen Melin       | Lena B. Eriksson  | 1–5   |                    |
| Nasim Nadar       | Bahador Foladi    | 1–5   |                    |
| Spencer Lagergren | Mikael Birkkjær   | 1–5   | Frank Röth         |
| Paul              | Jean-Claude Boeke | 1–5   | Sebastian Kaufmane |

## Episodenliste
| Nr. | Deutscher Titel         | Originaltitel           | Erstausstrahlung Schweden (TV 4)    | Deutschsprachige Erstausstrahlung (ZDF) | Regie                     | Drehbuch                      | Zuschauer | Romanvorlage                 |
| --- | ----------------------- | ----------------------- | ----------------------------------- | --------------------------------------- | ------------------------- | ----------------------------- | --------- | ---------------------------- |
| 1   | Aschenputtels Geheimnis | Oönskad Del 1 + 2       | 3. Okt. 2018                        | 31. März 2019                           | Karin Fahlén              | Jörgen Hjerdt & Pauline Wolff | 2,75 Mio. | Aschenputtel (Askungar)      |
| 2   | Blutspur                | Blodsband Del 1 + 2     | 10. Okt. 2018                       | 7. Apr. 2019                            | Karin Fahlén & Lisa Ohlin | Jörgen Hjerdt & Pauline Wolff | 2,07 Mio. | Tausendschön (Tusenskönor)   |
| 3   | Paperboy                | Papperspojken Del 1 + 2 | 17. Okt. 2018 (1) 24. Okt. 2018 (2) | 14. Apr. 2019                           | Karin Fahlén & Lisa Ohlin | Jörgen Hjerdt & Pauline Wolff |           | Papierjunge (Davidsstjärnor) |
| 4   | Sterntaler              | Cinerama Del 1 + 2      | 31. Okt. 2018 (1) 7. Nov. 2018 (2)  | 28. Apr. 2019                           | Karin Fahlén              | Jörgen Hjerdt & Pauline Wolff | 1,71 Mio. | Sterntaler (Änglavakter)     |
| 5   | Auge um Auge            | Öga för öga Del 1 + 2   | 14. Nov. 2018 (1) 21. Nov. 2018 (2) | 5. Mai 2019                             | Karin Fahlén & Lisa Ohlin | Jörgen Hjerdt & Pauline Wolff |           | Sündengräber (Syndafloder)   |

## Rezeption
Jochen König von krimi-couch.de schrieb als Fazit: „Während Ohlssons Romanvorlage an der Grenze zur Geschwätzigkeit laviert (und diese gelegentlich ausführlich übertritt), ist die filmische Umsetzung knackig und kompakt geraten, mitunter hätte man sogar ein paar Minuten mehr an Hintergründen spendieren können. Lediglich der eigentlich äußerst packende Showdown verhaspelt sich zwischendurch mit Liebesleid und Krankheitsgeschichten, während essentielle Kernpunkte en passant in knappen Dialogen abgehandelt werden.“ Weiterhin schrieb er zu den ersten fünf Episoden: „Wohltuend auch, nach zahlreichen Serien mit folgen- und staffelübergreifenden Storylines, dass ‚Stockholm Requiem‘ in nahezu abgeschlossenen Abschnitten erzählt wird, ohne einen übergreifenden Kontext zu vernachlässigen.“